# La vache qui rit
La vache qui rit ([la vaʃ ki ʁi] , französisch: „Die lachende Kuh“; wörtlich: „die Kuh, die lacht“, Malapropismus von ,Walküre‘) ist der Markenname eines französischen Schmelzkäses der Firma Fromageries Bel aus dem französischen Département Jura. Der Käse wird seit 1921 in den Werken in Lons-le-Saunier und Dole hergestellt und ist vor allem wegen seiner runden Verpackung bekannt, auf der eine lachende Kuh abgebildet ist, die Ohrringe mit dem Aussehen derselben runden Verpackungen trägt.

## Geschichte

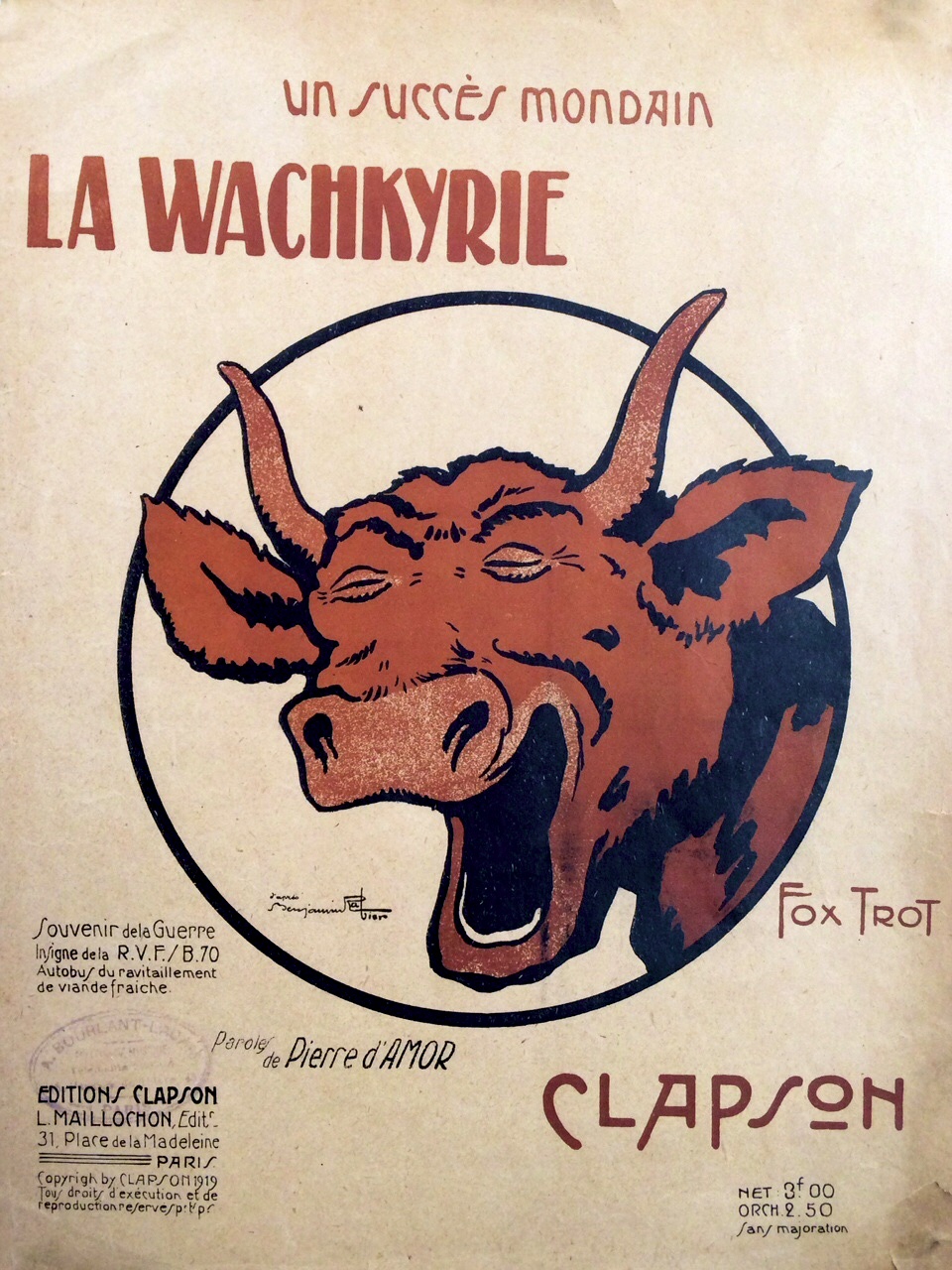
Plattencover „La Wachkyrie Fox Trot“ von 1919

Das Motiv geht auf den französischen Illustrator Benjamin Rabier (1864–1939) zurück, der im Ersten Weltkrieg Lastkraftwagen des Militärs mit dem Bild einer lachenden Kuh dekorierte. Dieses Bild nannte man La Wachkyrie, eine Anspielung auf die berühmte Oper „Die Walküre“ von Richard Wagner, La Walkyrie auf Französisch. Die Namensgebung sollte die Verwendung von Wagner in der deutschen Kriegspropaganda persiflieren. Dabei lernte Rabier den Käsefabrikanten Léon Bel kennen, mit dem er sich zusammentat.
La vache qui rit war ein Industrieprodukt in einer Zeit, als landwirtschaftliche Erzeugnisse noch vorwiegend handwerklich hergestellt und vertrieben wurden. Konzept, Verpackung, Marketing waren in mancher Hinsicht Neuland. Der Käse war hauptsächlich für Kinder gedacht, die besonders angesprochen werden sollten.
Das Unternehmen Bel geriet nach dem Börsencrash 1929 in Schwierigkeiten. Der russisch-französische Philosoph Alexandre Kojève verlor sein Vermögen, nachdem er in Bel-Aktien investiert hatte.
La vache qui rit ist heute in Frankreich eine der bekanntesten Marken; nahezu 95 Prozent der Franzosen kennen sie.

## Logo
Das Logo ist eine Mise en abyme, eine immer wiederkehrende Abbildung des Bildes im Bild. Dies soll auf eine Anregung der Frau Léon Bels zurückgehen. Die lachende Kuh trägt Ohrringe, die wiederum eine Käseschachtel mit lachender Kuh zeigen, die Ohrringe trägt, die wiederum eine Käseschachtel mit lachender Kuh zeigen. Dies hat zur dauerhaften Bekanntheit der Bildmarke beigetragen. In anderen Ländern wird der Käse auch mit dem übersetzten Namen oder Untertiteln in der jeweiligen Landessprache, wie The Laughing Cow (Großbritannien und USA) oder Die lachende Kuh (Deutschland) vertrieben. Auf den Schmelzkäsewürfeln Cheese&Fun, PartyCubes, Belcube, Apéricube ist „Die lachende Kuh“ abgebildet. Weitere Marken der Firma Bel sind Babybel, Bonbel und Kiri (lautschriftliche Nachahmung der französischen Aussprache „qui rit“).

## Nachahmerprodukte

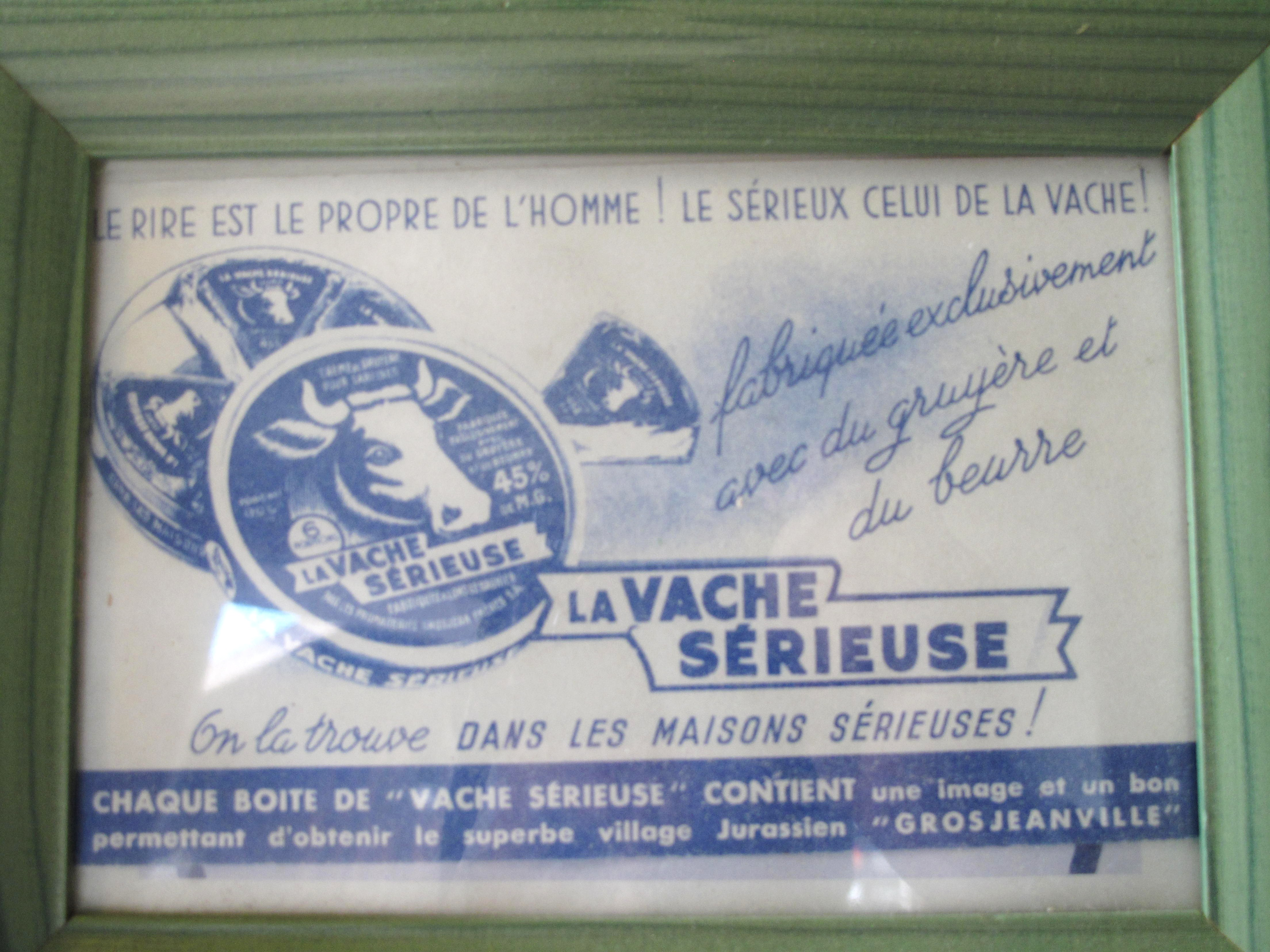
Käsemarke „La vache sérieuse“

Seit den 1920er Jahren kamen verschiedene Nachahmerprodukte auf den Markt. 1926 führte die Käserei der Brüder Grosjean die Marke La vache sérieuse (Die ernste Kuh) ein. Das Produkt musste Ende der 1950er Jahre nach Klagen der Firma Bel wegen Plagiats in La Vache Grosjean umbenannt werden. Grosjean verwendete den Slogan „Das Lachen ist die Eigenschaft des Menschen, das Ernste die Eigenschaft der Kuh“. („Le rire est le propre de l’homme, le sérieux celui de la vache“.) Das Urteil sah ihn als unlautere Konkurrenz zum Slogan von Bel: „Das Lachen ist die Eigenschaft des Menschen, es ist auch jenes der ,Lachenden Kuh‘“ („Le rire est le propre de l’homme, il est aussi celui de ,La Vache qui rit‘“). 1928 kam eine weitere Marke namens Le veau qui pleure (Das weinende Kalb) auf den Markt.

## Wirkung auf Kunst und Kultur

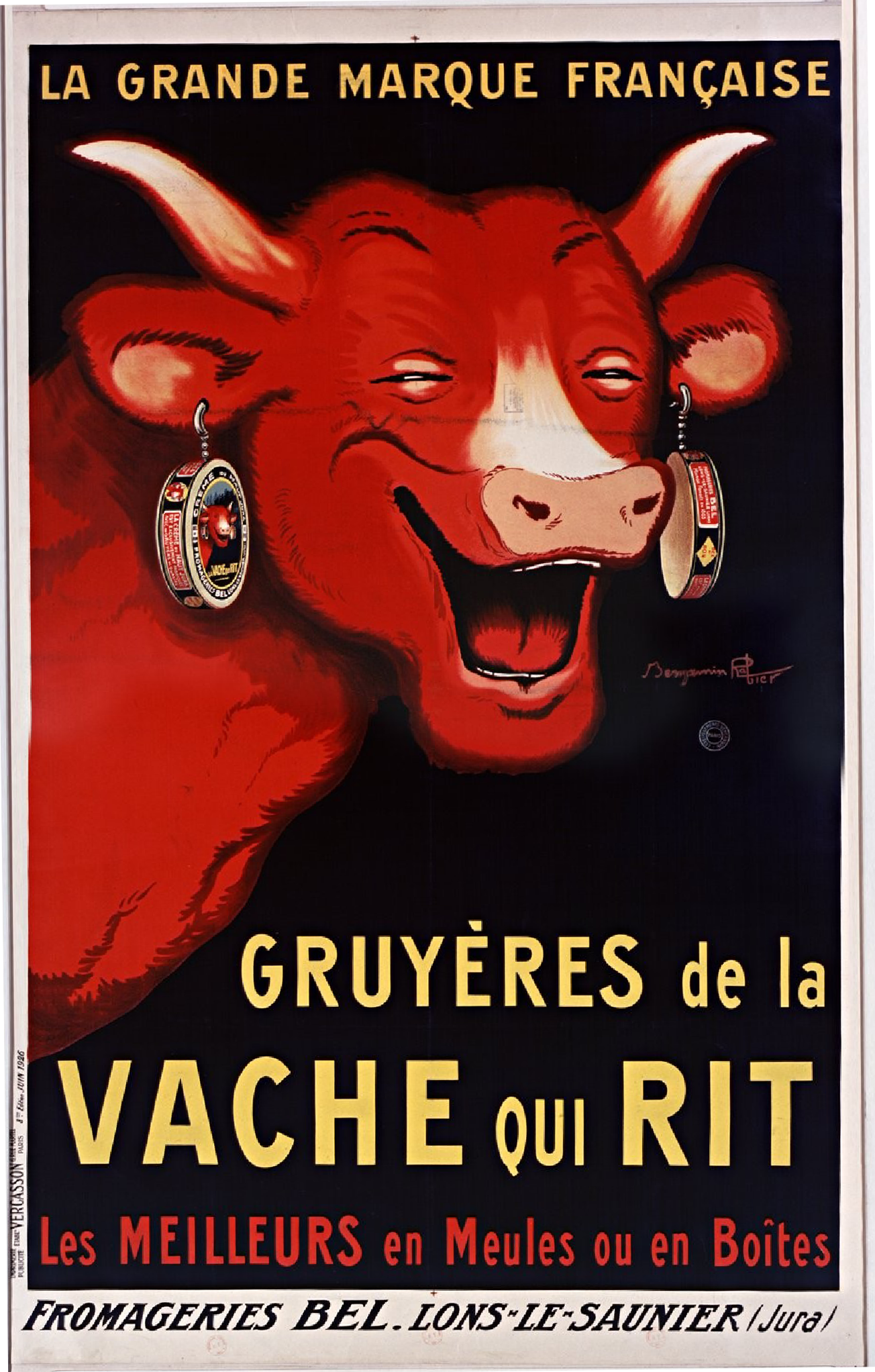
Plakat von 1926

Der Name des Käses kommt in Wim Wenders’ Film Paris, Texas von 1984 vor. Hunter, der bei der französischstämmigen Anne aufgewachsen ist, bringt seinem nach langer Zeit wieder aufgetauchten Vater Travis das Wort bei. In Wenders’ Film spielt die Figur der Mise en abyme auch an anderen Stellen vielfach eine Rolle. Der belgische Comiczeichner Franquin hat in seinen ersten Ausgaben der Reihe Spirou und Fantasio die lachende Kuh als immer wiederkehrendes Straßenmotiv, zum Beispiel auf Plakatwänden oder auf LKW-Planen, verwendet. Der belgische Künstler Marcel Broodthaers verwendete 1968 die Verpackung für eine seiner Editionen für seine Galerie Wide White Space in Antwerpen. „La Vache qui rit“ besteht aus acht Schachteln, in die Broodthaers den Text „Je vous aime“, „un peu“, „beaucoup“, „passionémant“, „à la folie“, „pas du tout“ sowie seine Signatur „M.B. 68“ verteilte. Außerdem legte er einzelne fotografisch reproduzierte Buchstaben hinzu. In Marc-Uwe Klings Textsammlung Das Känguru-Manifest (2011) gebraucht das Känguru den Ausspruch „La vache qui rit“, um die Moderatorin Julia Müller subtil zu beleidigen. Auch in dem Film Die Känguru-Chroniken (2020) wird diese Szene kurz aufgegriffen. Das Anarcho-Satiremagazin Hara-Kiri erweiterte das Spektrum der Sprachspiele um den „Ara, der lacht“ oder den „Bauch (jap. Hara), der lacht“, da „Kiri“ wie „qui rit“ gesprochen wird. Hara-Kiri war das wegen Verspottung von Charles de Gaulle verbotene Vorläufermagazin von Charlie Hebdo.

## Rundfunk
Arte widmete dem Käse eine Folge des Formats Karambolage.